# ضفدع الجزيرة النمري
ضفدع الجزيرة النمري (الاسم العلمي: Rana miadis) (بالإنجليزية: Island Leopard Frog)‏ هو نوع من البرمائيات يتبع جنس الضفدع الحقيقي من فصيلة الضفادع الحقيقية.